# Ilnacora arizonae
Ilnacora arizonae är en insektsart som beskrevs av Knight 1963. Ilnacora arizonae ingår i släktet Ilnacora och familjen ängsskinnbaggar. Inga underarter finns listade i Catalogue of Life.